# Йоні Кауко
Йоні Кауко (фін. Joni Kauko, нар. 12 липня 1990, Турку) — фінський футболіст, півзахисник клубу «Раннерс» та національної збірної Фінляндії.

## Клубна кар'єра
Народився 12 липня 1990 року в місті Турку. Вихованець юнацьких команд футбольних клубів ТПС та «Інтер» (Турку).
У дорослому футболі дебютував 2008 року виступами за команду «Інтер» (Турку), в якій провів п'ять сезонів, взявши участь у 98 матчах чемпіонату. Більшість часу, проведеного у складі фінського «Інтера», був основним гравцем команди і виграв з командою 2008 року чемпіонат Фінляндії та Кубок ліги, а наступного року став володарем Кубка країни.
На початку 2013 року Кауко перейшов у «Лахті», проте вже влітку того ж року став гравцем німецького «Франкфурта» з Другої Бундесліги. Відіграв за франкфуртський клуб наступні два сезони своєї ігрової кар'єри. Граючи у складі «Франкфурта» також здебільшого виходив на поле в основному складі команди.
Протягом сезону 2015/16 років захищав кольори «Енергі» з Третьої ліги Німеччини, проте не врятував команду від вильоту в Регіоналлігу.
До складу клубу «Раннерс» приєднався у липні 2016 року, підписавши дворічний контракт. Відтоді встиг відіграти за команду з Раннерса 15 матчів в національному чемпіонаті.

## Виступи за збірні
Виступав у складі юнацької збірної Фінляндії різних вікових категорій.
Протягом 2008—2011 років залучався до складу молодіжної збірної Фінляндії. На молодіжному рівні зіграв у 23 офіційних матчах, забив 3 голи.
22 січня 2012 року дебютував в офіційних іграх у складі національної збірної Фінляндії в товариському матчі проти збірної Тринідаду і Тобаго. Наразі провів у формі головної команди країни 7 матчів.

## Досягнення
- Чемпіон Фінляндії: 2008
- Володар Кубка Фінляндії: 2009
- Володар Кубка фінської ліги: 2008